# Словенија на Светском првенству у атлетици на отвореном 2019.
Словенија је на 17. Светском првенству у атлетици на отвореном 2019. одржаном у Дохи од 27. септембра до 6. октобра учествовала четрнаести пут, односно учествовала је под данашњим именом на свим првенствима од 1993. до данас. Репрезентацију Словеније представљало је 9 такмичара (2 мушкараца и 7 жена) који су се такмичили у 11 дисциплина (2 мушке и 9 женских).,
На овом првенству представници Словеније нису освојили ниједну медаљу нити су остварили неки резултат.

## Учесници
| Мушкарци: - Лука Јанежич — 400 м - Кристјан Чех — Бацање диска | Жене: - Маја Михалинец — 100 м, 200 м - Анита Хорват — 400 м - Маруша Мишмаш — 1.500 м, 3.000 м препреке - Маруша Черњул — Скок увис - Тина Шутеј — Скок мотком - Барбара Шпилер — Бацање кладива - Мартина Ратеј — Бацање копља |

## Резултати

### Мушкарци
| Атлетичар    | Дисциплина   | Лични рекорд | Квалификације | Квалификације | Полуфинале           | Полуфинале           | Финале               | Финале       | Детаљи |
| Атлетичар    | Дисциплина   | Лични рекорд | Резултат      | Место         | Резултат             | Место                | Резултат             | Место        | Детаљи |
| ------------ | ------------ | ------------ | ------------- | ------------- | -------------------- | -------------------- | -------------------- | ------------ | ------ |
| Лука Јанежич | 400 м        | 44,84 НР     | 46,84         | 6. у гр. 2    | Није се квалификовао | Није се квалификовао | Није се квалификовао | 33 / 41 (42) |        |
| Кристјан Чех | Бацање диска | 63,82        | 59,55         | 16. у гр. Б   |                      |                      | Није се квалификовао | 31 / 32      |        |

### Жене
| Атлетичарка    | Дисциплина     | Лични рекорд | Квалификације | Квалификације | Полуфинале            | Полуфинале            | Финале                | Финале       | Детаљи |
| Атлетичарка    | Дисциплина     | Лични рекорд | Резултат      | Место         | Резултат              | Место                 | Резултат              | Место        | Детаљи |
| -------------- | -------------- | ------------ | ------------- | ------------- | --------------------- | --------------------- | --------------------- | ------------ | ------ |
| Маја Михалинец | 100 м          | 11,27        | 11,32 (.312)  | 5. у гр. 4    | Није се квалификовала | Није се квалификовала | Није се квалификовала | 25 / 47      |        |
| Маја Михалинец | 200 м          | 22,88        | 22,78 кв, ЛР  | 4. у гр. 3    | 22,81                 | 4. у гр. 3            | Није се квалификовала | 12 / 43 (48) |        |
| Анита Хорват   | 400 м          | 51,22 НР     | 52,73         | 4. у гр. 1    | Нису се квалификовале | Нису се квалификовале | Нису се квалификовале | 39 / 47 (48) |        |
| Маруша Мишмаш  | 1.500 м        | 4:06,64      | 4:14,94       | 11. у гр. 2   | Нису се квалификовале | Нису се квалификовале | Нису се квалификовале | 33 / 35      |        |
| Маруша Мишмаш  | 3.000 м        | 9:20,97 НР   | 9:29,68 КВ    | 3. у гр. 3    |                       |                       | 9:25,80               | 12 / 42 (43) |        |
| Маруша Черњул  | Скок увис      | 1,93         | 1,89          | 10. у гр. А   | Није се квалификовала | 16 / 29               |                       |              |        |
| Тина Шутеј     | скок мотком    | 4,71 НР      | 4,60 КВ       | 8. у гр. Б    | 4,50                  | 13 / 31 (32)          |                       |              |        |
| Барбара Шпилер | Бацање кладива | 71,25 НР     | 65,76         | 13. у гр. А   | Није се квалификовала | 27 / 30               |                       |              |        |
| Мартина Ратеј  | Бацање копља   | 67,16 НР     | 62,87 кв, ЛРС | 2. у гр. А    | 58,98                 | 10 / 31               |                       |              |        |